# Nikołaj Organow
Nikołaj Nikołajewicz Organow (ros. Никола́й Никола́евич Орга́нов, ur. 27 lutego 1901 w Zarajsku, zm. 5 maja 1982 w Moskwie) – radziecki polityk, przewodniczący Prezydium Rady Najwyższej Rosyjskiej FSRR w latach 1959-1962.
1919-1923 w Armii Czerwonej, od 1924 sekretarz powiatowego komitetu Komsomołu, od 1925 w WKP(b), walczył na frontach II wojny światowej, w 1948 ukończył Wyższą Szkołę Partyjną przy KC WKP(b), od lutego 1947 do listopada 1952 II sekretarz Krajowego Komitetu WKP(b) Kraju Nadmorskiego. 16 sierpnia 1952 - 21 lutego 1958 sekretarz Krajowego Komitetu KPZR w Krasnojarsku, 14 października 1952 - 9 kwietnia 1971 członek KC KPZR. 1958-1959 zastępca przewodniczącego Rady Ministrów RFSRR. Od 26 listopada 1959 do 20 grudnia 1962 przewodniczący Prezydium Rady Najwyższej Rosyjskiej FSRR i równocześnie zastępca przewodniczącego Prezydium Rady Najwyższej ZSRR. Od 31 października 1961 do 8 kwietnia 1966 członek Biura Politycznego KC KPZR. 1963-1967 ambasador nadzwyczajny i pełnomocny ZSRR w Bułgarii. 1967-1973 kierownik wydziału kadr zagranicznych KC KPZR. Odznaczony trzema Orderami Lenina (m.in. w 1961). Deputowany do Rady Najwyższej ZSRR 3, 4, 6 i 8 kadencji.